# Piccoli miracoli
Piccoli miracoli (Minor Miracles) è una raccolta di racconti a fumetti di Will Eisner. In essa Eisner racconta quattro storie di vita quotidiana contrassegnate da un evento eccezionale, in cui accentra l'attenzione sul saper accettare ciascuna esperienza vissuta che ne consegue come qualcosa di unico e irripetibile.

## Trama
- Il Miracolo della Dignità: Un uomo vive, povero, nel parco della città, New York. Un giorno un parente lo aiuta e gli presta del denaro per uscire dalla sua povertà. Questo inatteso aiuto lo porterà a diventare ancora più ricco, fino a che un cattivo affare non lo riporterà là da dove è partito, senza però perdere la propria dignità.
- Magie di Strada: Non si pensi che i vecchi scherzi non funzionino perché sono vecchi. Certo, sono vecchi, ma non vuol dire che nessuno li usi più o che non possano funzionare. Un giorno cercano di incastrarvi, scrivendo su due biglietti la stessa cosa. Vi dicono, però, che se sceglierai il biglietto vuoto, non ti succederà niente, in caso contrario le conseguenze potrebbero essere imprevedibili.
- Il nuovo arrivato: In un quartiere dove non c'è niente che vada bene, arriva all'improvviso, quasi caduto dal cielo, un bambino disperso. Sembra quasi che tutto possa tornare alla normalità, almeno fino a quando il nuovo arrivato, a causa delle leggi della città, non scappa di nuovo via, spaventato. A quel punto tutto inizia ad andare a rotoli, niente va più bene e ciò che prima si era aggiustato, si rompe irrimediabilmente.
- Un anello speciale: La vita è piena di reietti, persone al margine della normalità, persone con disabilità. A volte la vita le mette insieme, e quando succede la gioia dei parenti è tanta e pensano solo: non potranno che essere felici, insieme. Un giorno, però, la felicità sembra finire, e con essa anche i sogni volare via, fino a quando, una morte improvvisa, un nuovo ostacolo da superare, non riporta quei sogni ai loro possessori.